# Sybra cinerascens
Sybra cinerascens là một loài bọ cánh cứng trong họ Cerambycidae.